# Podocarpus totara
Podocarpus totara är en barrträdart som beskrevs av G. Benn. och David Don. Podocarpus totara ingår i släktet Podocarpus och familjen Podocarpaceae. IUCN kategoriserar arten globalt som livskraftig. Inga underarter finns listade i Catalogue of Life.

## Bildgalleri

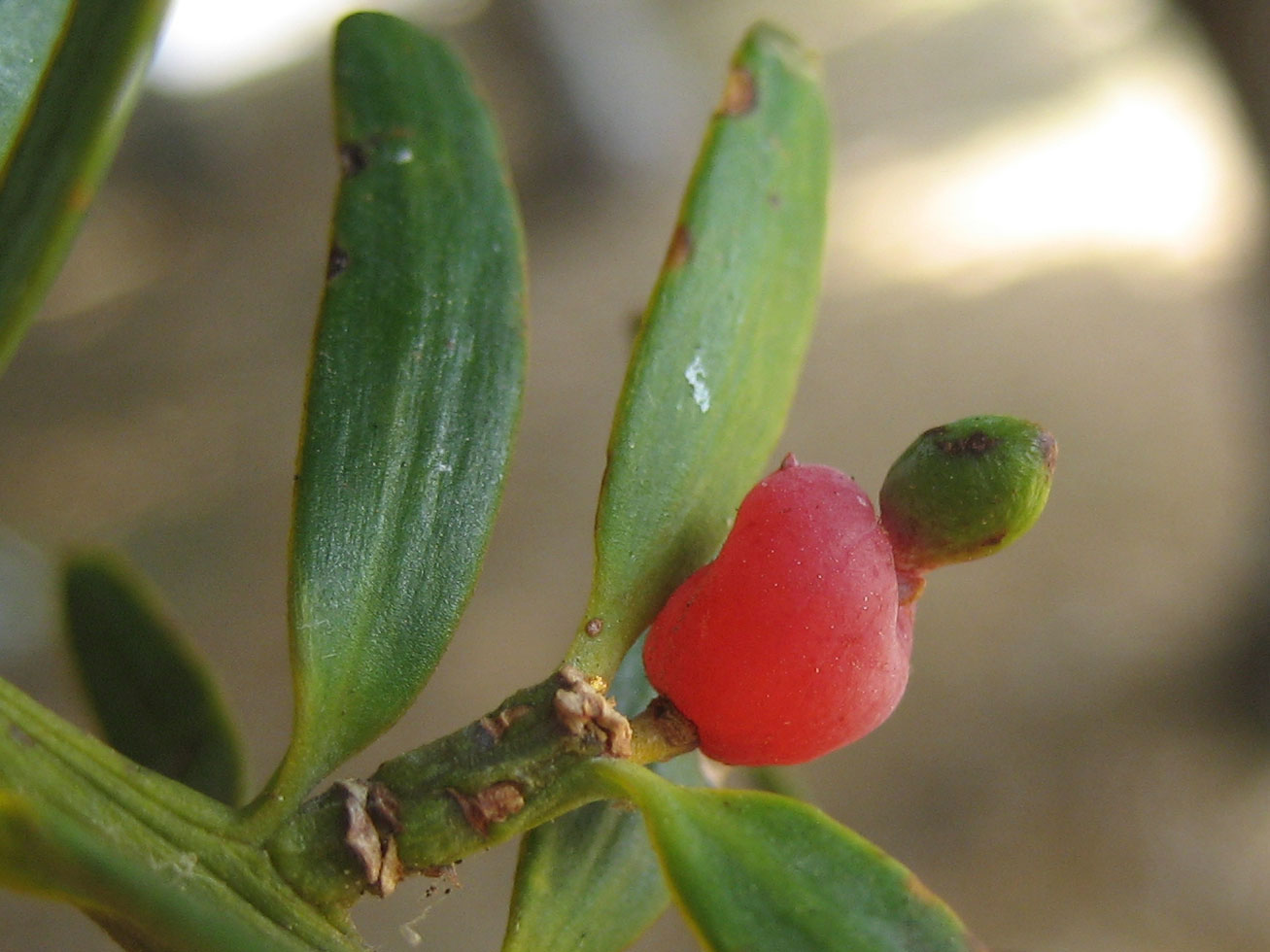
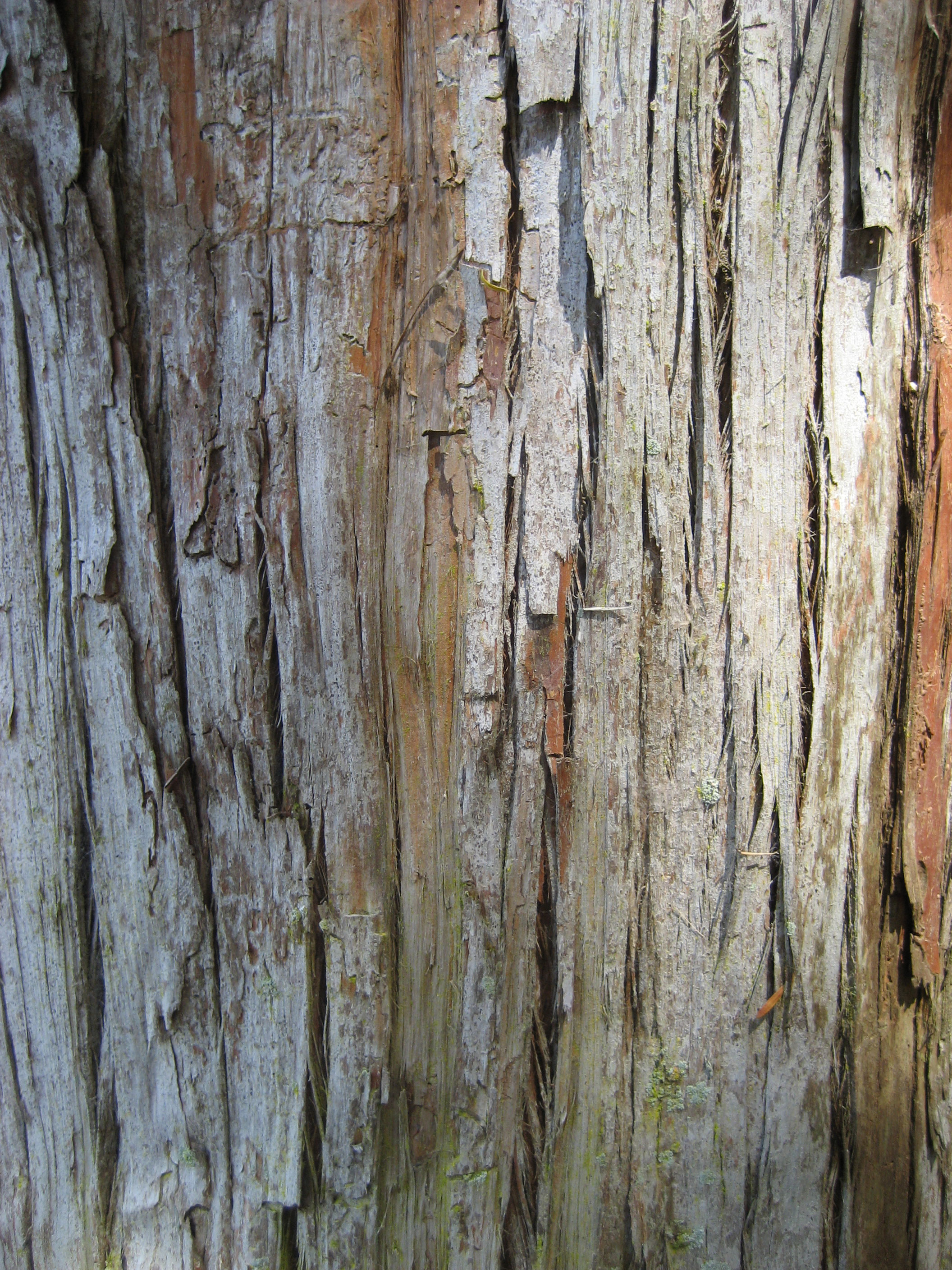
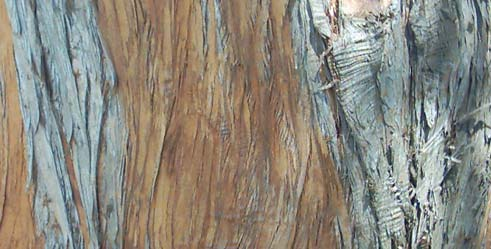
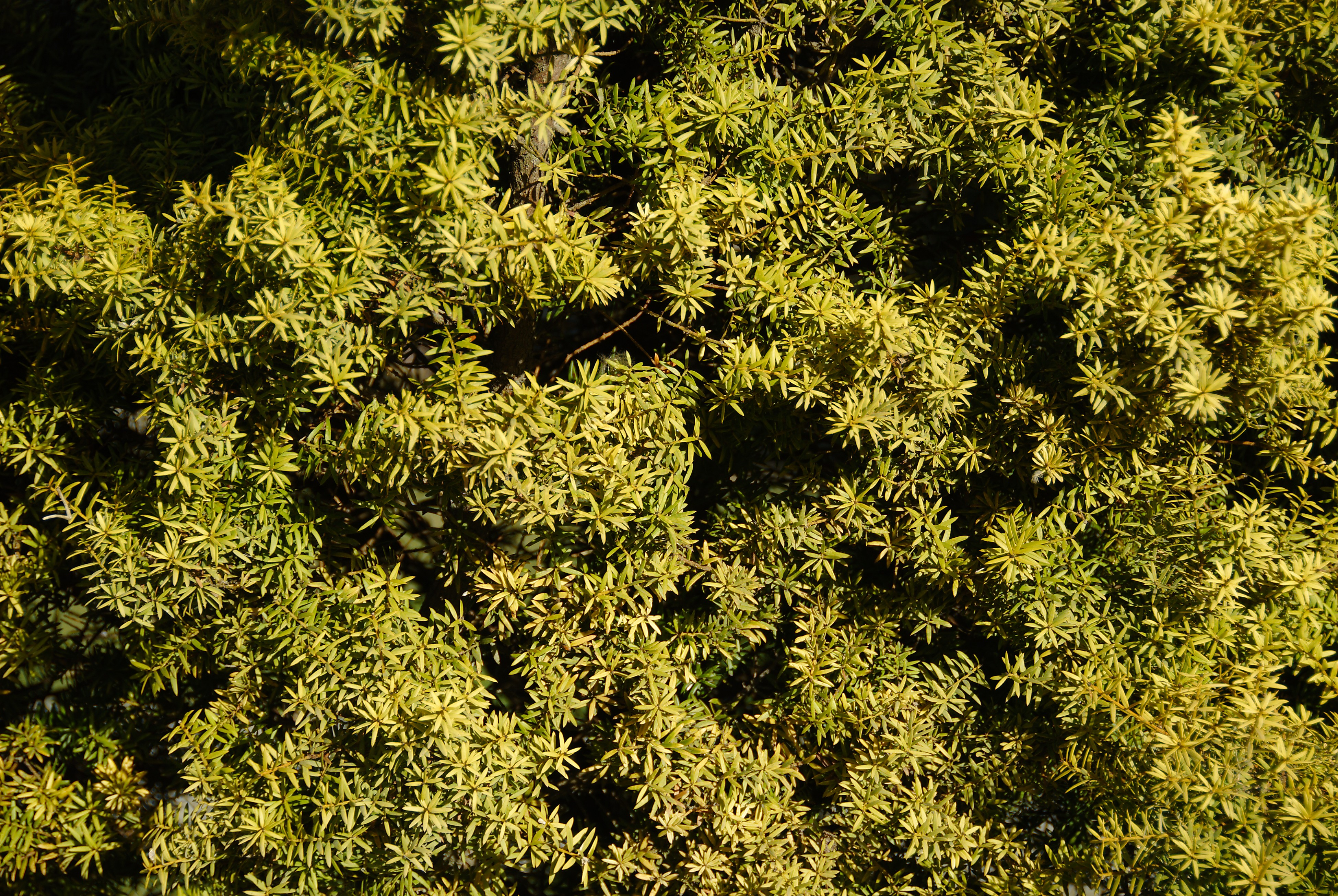